# 협동호
협동호는 1974년부터 1979년까지 서울-진주, 서울-마산 간을 운행했던 특급열차의 이름이다. 여름 피서철에는 삼천포역까지 연장 운행한 것으로 보인다.

## 역사
- 1974년 8월 15일 : 충무호와 을지호를 통합해 운행 개시[2]
- 1980년 1월 1일 : 각 노선에 존재하던 서로 다른 이름의 특급 열차를 ‘특급’이라는 하나의 명칭으로 합치면서 폐지[3]